# US tenniskampioenschap 1951
De 71e editie van het Amerikaanse grandslamtoernooi, het US tenniskampioenschap 1951, werd gehouden tussen 13? augustus en 5 september 1951. Voor de vrouwen was het de 65e editie. De dubbelspeltoernooien (mannen, vrouwen, niet gemengd) werden van ongeveer 13 tot en met 21(?dinsdag) augustus gespeeld op de Longwood Cricket Club in Brookline (Massachusetts). Het enkelspel en het gemengd dubbelspel ontrolden zich van 25 augustus tot en met 5 september op de West Side Tennis Club in Forest Hills, een wijk in het stadsdeel Queens in New York.
De Australiërs Ken McGregor en Frank Sedgman wonnen alle vier de mannendubbelspel-grandslamtitels in 1951. Dit was de tweede keer in de geschiedenis nadat Don Budge dit in 1938 presteerde in het mannenenkelspel. Sedgman won naast het dubbelspel ook het enkelspel en samen met Doris Hart het gemengd dubbelspel.

## Belangrijkste uitslagen
Mannenenkelspel

Finale: Frank Sedgman (Australië) won van Vic Seixas (VS) met 6-4, 6-1, 6-1 
Vrouwenenkelspel

Finale: Maureen Connolly (VS) won van Shirley Fry (VS) met 6-3, 1-6, 6-4 
Mannendubbelspel

Finale: Ken McGregor (Australië) en Frank Sedgman (Australië) wonnen van Don Candy (Australië) en Mervyn Rose (Australië) met 10-8, 6-4, 4-6, 7-5 
Vrouwendubbelspel

Finale: Shirley Fry (VS) en Doris Hart (VS) wonnen van Nancy Chaffee (VS) en Patricia Canning-Todd (VS) met 6-4, 6-2 
Gemengd dubbelspel

Finale: Doris Hart (VS) en Frank Sedgman (Australië) wonnen van Shirley Fry (VS) en Mervyn Rose (Australië) met 6-3, 6-2 
Een toernooi voor junioren werd voor het eerst in 1973 gespeeld.
1881 · 1882 · 1883 · 1884 · 1885 · 1886 · 1887 · 1888 · 1889 · 1890 · 1891 · 1892 · 1893 · 1894 · 1895 · 1896 · 1897 · 1898 · 1899 · 1900 · 1901 · 1902 · 1903 · 1904 · 1905 · 1906 · 1907 · 1908 · 1909 · 1910 · 1911 · 1912 · 1913 · 1914 · 1915 · 1916 · 1917 · 1918 · 1919 · 1920 · 1921 · 1922 · 1923 · 1924 · 1925 · 1926 · 1927 · 1928 · 1929 · 1930 · 1931 · 1932 · 1933 · 1934 · 1935 · 1936 · 1937 · 1938 · 1939 · 1940 · 1941 · 1942 · 1943 · 1944 · 1945 · 1946 · 1947 · 1948 · 1949 · 1950 · 1951 · 1952 · 1953 · 1954 · 1955 · 1956 · 1957 · 1958 · 1959 · 1960 · 1961 · 1962 · 1963 · 1964 · 1965 · 1966 · 1967
↓ open tijdperk ↓
1968 (m-v-md-vd-gd) ·
1969 (m-v-md-vd-gd) ·
1970 (m-v-md-vd-gd) ·
1971 (m-v-md-vd-gd) ·
1972 (m-v-md-vd-gd) ·
1973 (m-v-md-vd-gd) ·
1974 (m-v-md-vd-gd) ·
1975 (m-v-md-vd-gd) ·
1976 (m-v-md-vd-gd) ·
1977 (m-v-md-vd-gd) ·
1978 (m-v-md-vd-gd) ·
1979 (m-v-md-vd-gd) ·
1980 (m-v-md-vd-gd) ·
1981 (m-v-md-vd-gd) ·
1982 (m-v-md-vd-gd) ·
1983 (m-v-md-vd-gd) ·
1984 (m-v-md-vd-gd) ·
1985 (m-v-md-vd-gd) ·
1986 (m-v-md-vd-gd) ·
1987 (m-v-md-vd-gd) ·
1988 (m-v-md-vd-gd) ·
1989 (m-v-md-vd-gd) ·
1990 (m-v-md-vd-gd) ·
1991 (m-v-md-vd-gd) ·
1992 (m-v-md-vd-gd) ·
1993 (m-v-md-vd-gd) ·
1994 (m-v-md-vd-gd) ·
1995 (m-v-md-vd-gd) ·
1996 (m-v-md-vd-gd) ·
1997 (m-v-md-vd-gd) ·
1998 (m-v-md-vd-gd) ·
1999 (m-v-md-vd-gd) ·
2000 (m-v-md-vd-gd) ·
2001 (m-v-md-vd-gd) ·
2002 (m-v-md-vd-gd) ·
2003 (m-v-md-vd-gd) ·
2004 (m-v-md-vd-gd) ·
2005 (m-v-md-vd-gd) ·
2006 (m-v-md-vd-gd) ·
2007 (m-v-md-vd-gd) ·
2008 (m-v-md-vd-gd) ·
2009 (m-v-md-vd-gd) ·
2010 (m-v-md-vd-gd) ·
2011 (m-v-md-vd-gd) ·
2012 (m-v-md-vd-gd) ·
2013 (m-v-md-vd-gd) ·
2014 (m-v-md-vd-gd) ·
2015 (m-v-md-vd-gd) ·
2016 (m-v-md-vd-gd) ·
2017 (m-v-md-vd-gd) ·
2018 (m-v-md-vd-gd) ·
2019 (m-v-md-vd-gd) ·
2020 (m-v-md-vd) ·
2021 (m-v-md-vd-gd) ·
2022 (m-v-md-vd-gd) ·
2023 (m-v-md-vd-gd)  ·
2024 (m-v-md-vd-gd)
Lijst van US Openwinnaars